# C6H6N4O2
化学式C6H6N4O2（摩尔质量：166.14 g/mol）可以指：
- 甲基黄嘌呤
  - 1-甲基黄嘌呤，CAS号：6136-37-4 
  - 7-甲基黄嘌呤，CAS号：552-62-5 
  - 9-甲基黄嘌呤，CAS号：1198-33-0

|  | 这个同类索引页列出了具有相同分子式的化学物（即同分異構體）条目。 除非您是有意链接至本页，否则应将相应条目的内部链接指向正确的条目。 |